# Jože Flašker
Jože Flašker, slovenski strojni inženir, * 18. marec 1944, Gradiška.
Leta 1969 je diplomiral na ljubljanski Fakulteti za strojništvo in 1982 doktoriral na Tehniški fakulteti v Mariboru, tu se je leta 1971 tudi zaposlil. Od leta 1993 je redni profesor za strojne elemente, konstruiranje in tribologijo na Fakulteti za strojništvo v Mariboru. V raziskovalnem delu se je posvetil uporabi numeričnih metod in mehaniki loma za obravnavanje stanj zobniških parov. Objavil je več učbenikov, raziskav in znanstvenih člankov.. Njegova bibliografija trenurno obsega preko 700 zapisov.
Leta 2014 mu je Univerza v Mariboru podelila naziv zaslužni profesor.

## Izbrana bibliografija
- Zobniška gonila (COBISS)
- Slikovni material za predmet Konstrukcijski elementi II (COBISS)
- Stožčasta gonila (COBISS)